# Melanagromyza remota
Melanagromyza remota är en tvåvingeart som beskrevs av Spencer 1973. Melanagromyza remota ingår i släktet Melanagromyza och familjen minerarflugor.
Artens utbredningsområde är Venezuela. Inga underarter finns listade i Catalogue of Life.